# Urmiatherium
L'urmiaterio (gen. Urmiatherium) è un mammifero artiodattilo estinto, appartenente ai bovidi. Visse nel Miocene superiore (circa 7 - 5,5 milioni di anni fa) e i suoi resti fossili sono stati ritrovati in Asia.

## Descrizione
Questo animale era un bovide di dimensioni medio-grandi, paragonabili a quelle dell'attuale bue muschiato. Urmiatherium era caratterizzato da un cranio corto e alto, con volta cranica perpendicolare e basicranio ispessito. La caratteristica più bizzarra di questo animale era data dalle corna: esse erano particolarmente corte e dalla base grande, posizionate posteriormente ed estremamente vicine l'una all'altra, a volte addirittura fuse alla base; le basi delle corna erano allungate e dotate di una superficie estremamente rugosa. Le esostosi erano ben sviluppate sulle ossa frontali e parietali. I denti erano semi-ipsodonti (ovvero a corona relativamente alta), con tracce di cemento. I premolari erano piccoli.

## Classificazione
Il genere Urmiatherium venne descritto per la prima volta nel 1889 da Rodler, sulla base di resti fossili ritrovati nella zona di Maragheh in Iran; la specie tipo è Urmiatherium polaki. Un'altra specie, U. intermedium, è nota nella Cina settentrionale, e precedentemente era attribuita al genere Pseudobos. Una terza specie, U. kassandriensis, è conosciuta per materiale proveniente dalla Grecia settentrionale. La specie P. rugosifrons, nota da varie località dell'Asia minore e di dimensioni più modeste rispetto alle altre due specie, è a volte attribuita a un genere a sé stante, Parurmiatherium.
Urmiatherium sembrerebbe essere stato un membro di un gruppo di bovidi miocenici dalle insolite specializzazioni craniche, noti come Urmiatheriini, a volte considerati membri basali ma alquanto specializzati del gruppo degli Ovibovini, rappresentati attualmente dal bue muschiato. Altri animali simili erano Plesiaddax, Criotherium e il bizzarro Tsaidamotherium.

## Paleobiologia
Urmiatherium doveva essere un bovide di taglia medio-grande che viveva in branchi, nutrendosi di foglie. Era adatto a un terreno accidentato e probabilmente usava la sua bizzarra struttura cefalica per combattimenti intraspecifici testa contro testa, come i moderni arieti (Jafarzadeh et al., 2011).